# Ferdinand de Braekeleer

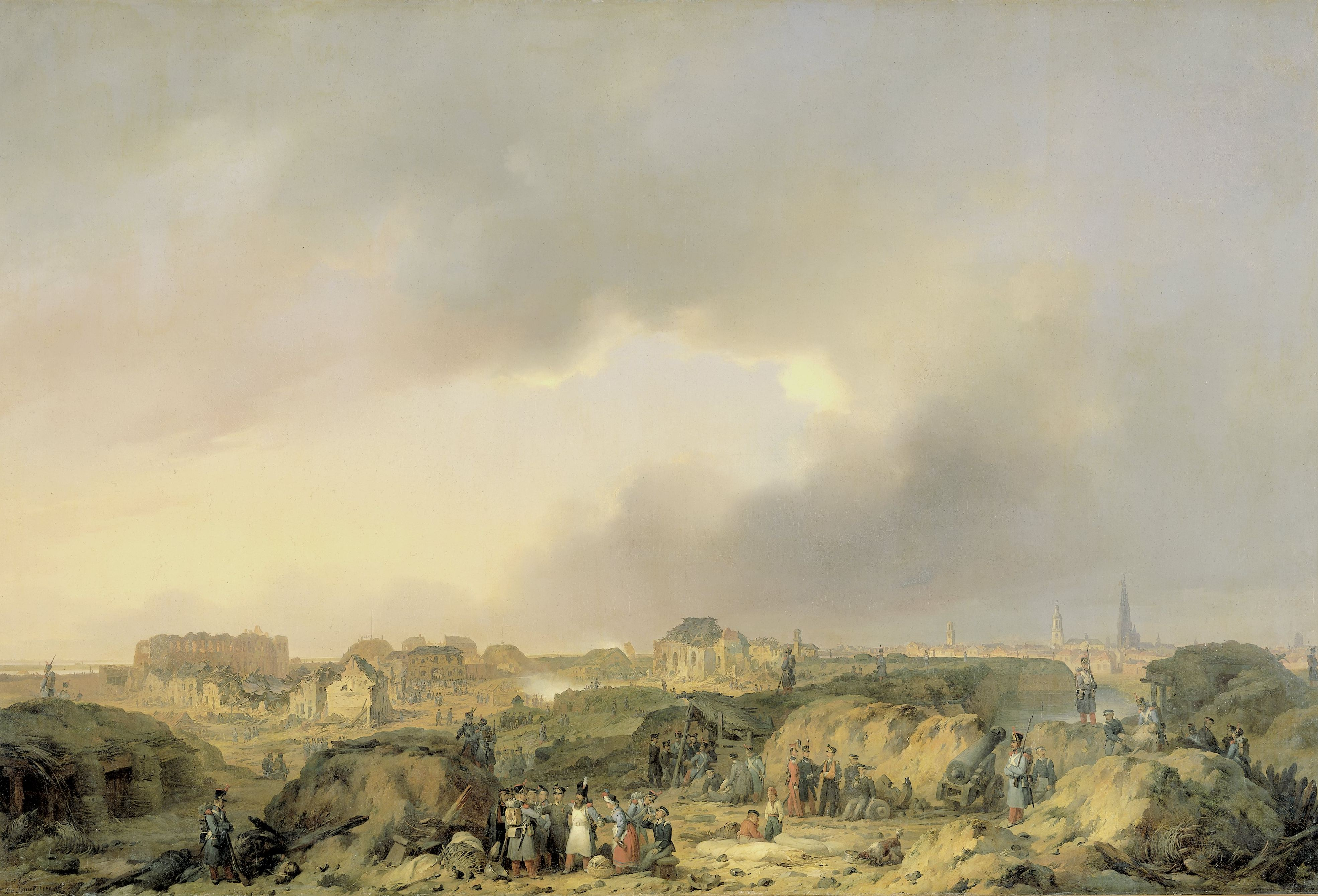
Antwerpen citadellája az 1832-es ágyúzás után

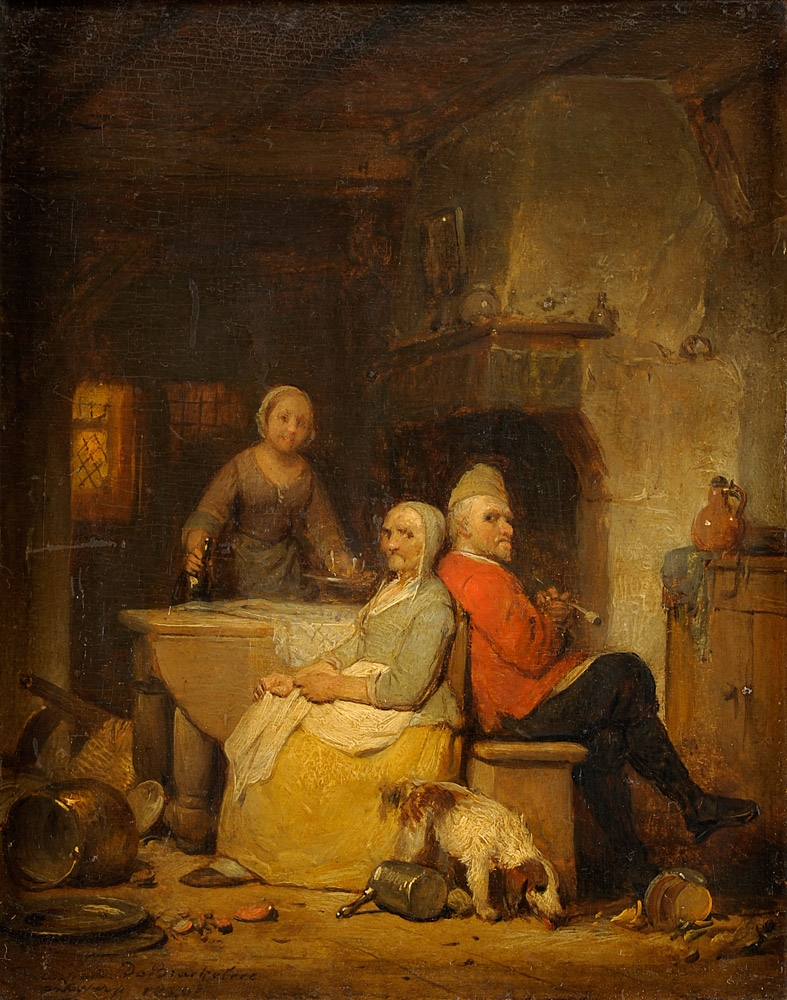
Házi áldás

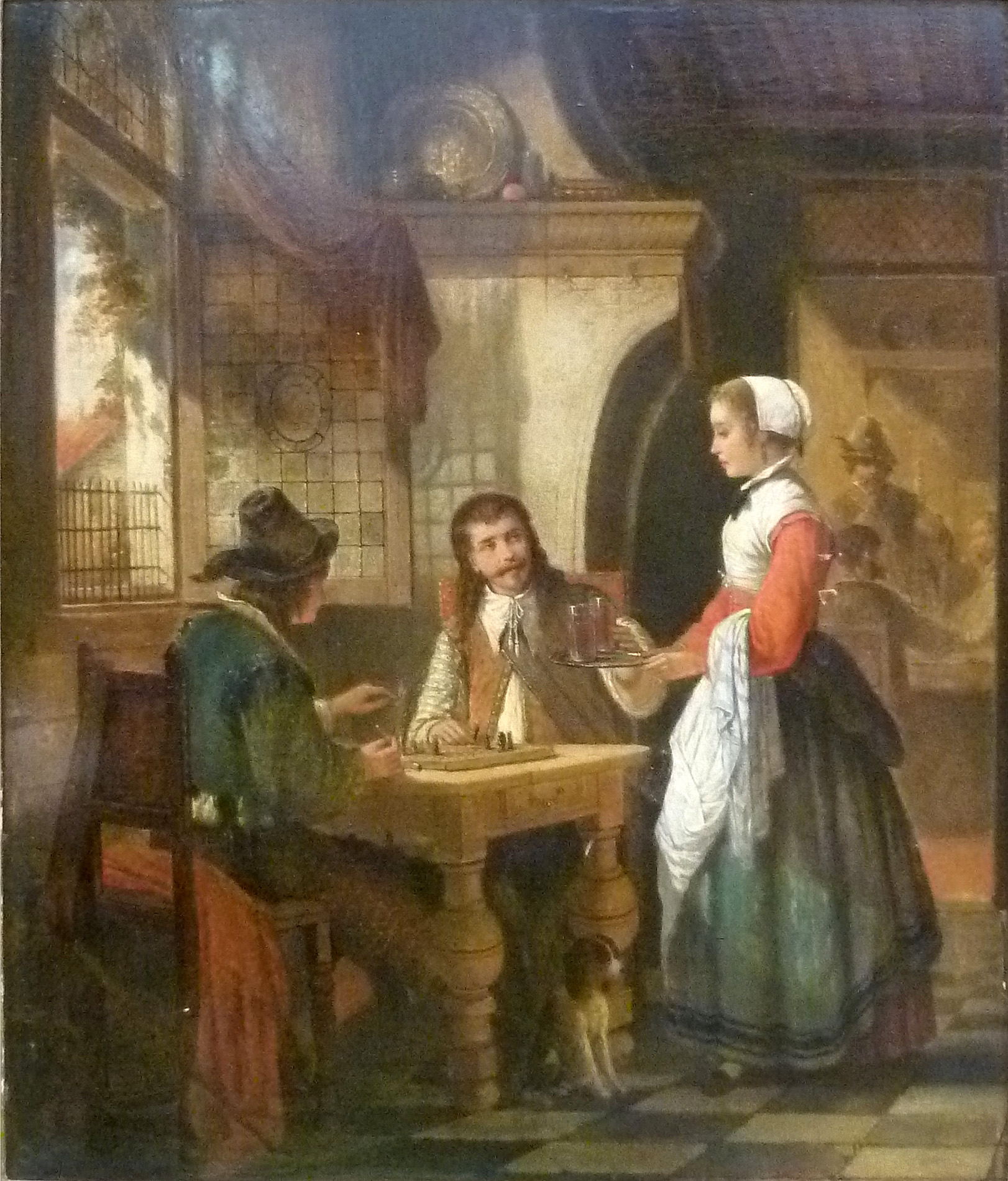
Sakkjátékosok vendéglőben

Ferdinand de Braekeleer néha Ferdinand de Braeckeleer (Antwerpen, 1792. február 12. – Antwerpen, 1883. május 16.) flamand festő, Mattheus Ignatius van Bree tanítványa. Jelentős sikereket ért el történeti képeivel. Legnagyobb sikereit azonban a családéletből merített genreképeivel aratta. Kora legünnepeltebb művésze lévén, a tanítványok nagy serege csoportosult köréje.

## Életútja
Szegény család sarja. Szülei halála után Mathieu Ignace van Brée antwerpeni rajziskolájába került. Ezt követően az antwerpeni szépművészeti akadémián tanult tovább. Festményeivel több díjat is nyert (1809-ben, 1811-ben és 1813-ban). A párizsi Salonba is eljutott Aeneas die Anchises redt uit de brand van Troje (Aineiasz kimenekíti Ankhiszészt az égő Trójából) című festményével.
Már elég korán eldöntötte, hogy életét a festészetnek szánja emiatt több műfajjal is megpróbálkozott, hogy kitapasztalja miből tudná biztosítani szükségleteit. A híres történelmi festményei mellett vallásos tárgyú képekkel is próbálkozott (például a wijnegemi templom számára festett egy Szent Sebestyént ábrázoló képet).
1819-ben megnyerte Antwerpen Római-díját a történelmi festmények kategóriában, aminek segítségével továbbtanulhatott Itáliában és javíthatott festői technikáin. A fődíjat a Tobias bezorgt het zicht aan zijn vader terug (Tóbiás visszaadja apjának látását) című festményével nyerte el. Többször is visszatért Itáliába 1821 és 1822-ben. Tanárával, Van Breével együtt bejárta Nápolyt, Anconát, Firenzét, Bolognát és Velencét. Jegyzetfüzetébe, amely jelenleg a brüsszeli Bibliothèque Royale Albert-ben van kiállítva, számos rajzot készített a városokról és azok környékéről. Visszatérése után a nagy flamand festők ihletésére történelmi festményekkel kezdett foglalkozni. Ezek közül az egyik legjelentősebb a De Citadel van Antwerpen na het bombardement van 1832 (Antwerpen citadellája az 1832-es bombázás után). Két fia született Ferdinand (1828 - 1857) és Henri de Braekeleer (1840 - 1888). Mindketten apjuk hivatását folytatták. Unokaöccse, Adriaan Ferdinand de Braekeleer (1818 - 1904) szintén elismert festő lett. Fiai mellett számos tanítványa volt.

## Tanítványai
Kora legünnepeltebb művésze lévén, a tanítványok nagy serege csoportosult köréje:
- Louis Antoine Carolus
- Hendrik Joseph Gommarus Carpentero
- Adriaan Ferdinand De Braekeleer
- François Antoine De Bruycker
- Xavier De Cock
- Joseph Dens
- Robert van Eijsden
- Willem Jodocus Mattheus Engelberts
- Leopold Fisoette
- Napoléon François Ghesquière
- Paul Haesaert
- Aloïs Pieter Paul Hunin
- Jacob Jacobs
- Johan Janssens
- Eduard Knudden
- Jan Baptist Lammens
- Hendrik Leys
- Petrus Marius Molijn
- Florent Mol
- Aimé Pez
- Willem Rikkers
- Louis Somers
- Charles Venneman
- Constant Wauters
- Pierre Joseph Witdoeck

## Művei

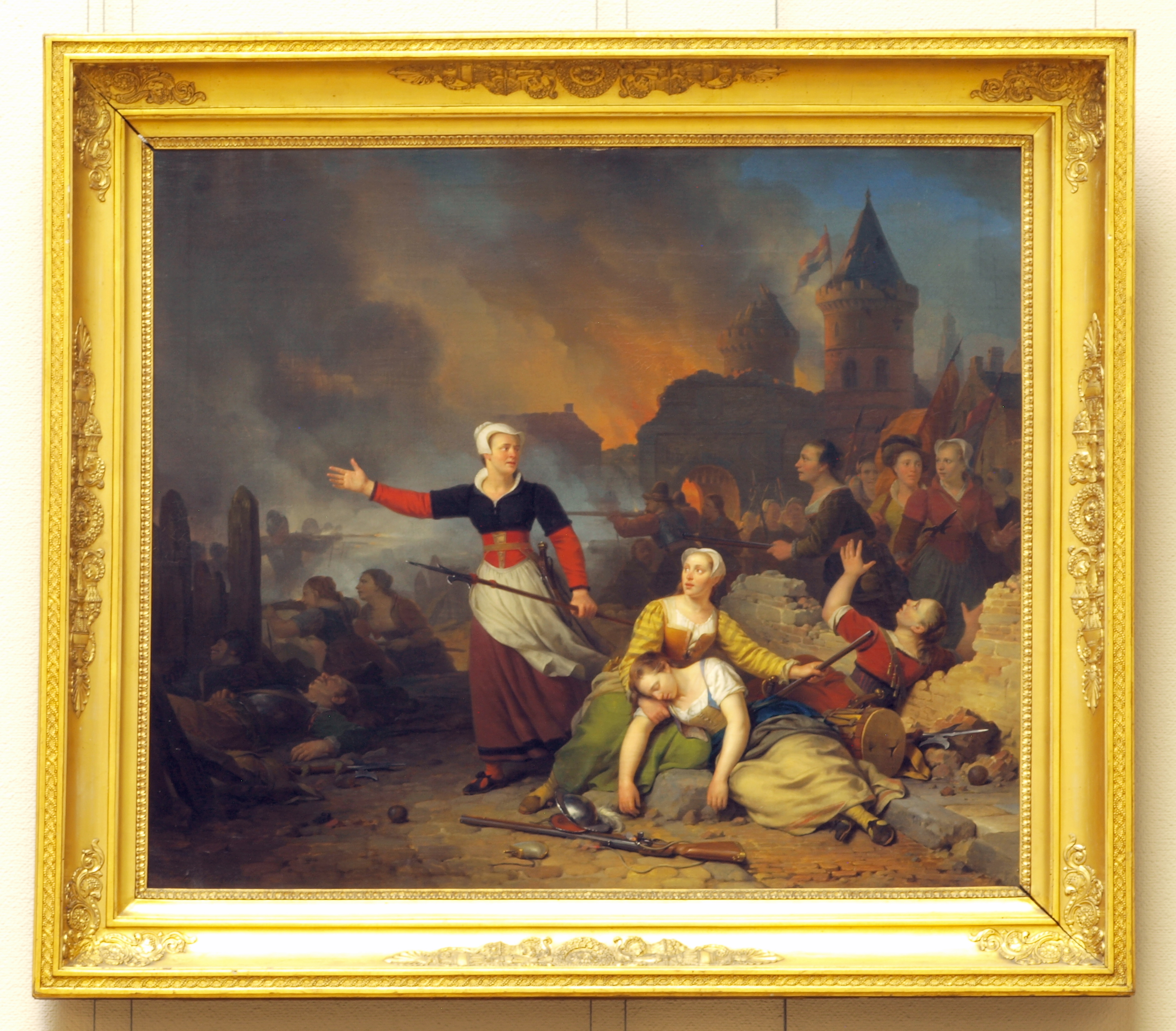
Haarlem ostroma a Teylers Múzeumban látható

Ferdinand de Braekeleer jelentősebb munkái:
- Aeneas die Anchises redt uit de brand van Troje (Aineiasz kimenekíti Ankhiszészt az égő Trójából), 1813
- Tobias bezorgt het zicht aan zijn vader terug (Tóbiás visszaadja apjának látását), 1819
- St.Sebastiaan (Szent Sebestyén)[3]
- Oestereters (Osztrigaevők), 1829[6]
- De Citadel van Antwerpen na het bombardement van 1832 (Antwerpen citadellája az 1832-es ágyúzás után)
- Herbergscène met muzikanten (Kocsmai kép muzsikusokkal), 1843[7]
- Beleg van Haarlem (Haarlem ostroma), a Teylers Múzeumban van kiállítva
- Interieur met boeren (Vidéki ház parasztokkal), grafika. Weimarban van kiállítva.[8]
- Oude jager met jong meisje (Öreg vadász és fiatal hölgy), 1867, magángyűjteményben[9]